# Addamax
Addamax je firma, založená roku 1986 v illinoiském městě Champaign doktorem Peterem A. Alsbergem. Firma vytvořila Trusted operating systemy umístěné v ATT System V a Berkeley (BSD) jako varianty UNIXu. Addamax měl prodejní a vývojovou kancelář v marylandském Gaithersburgu.